# Alfonso de Ávalos
Alfonso de Ávalos i d'Aquino també anomenat Alonso de Ávalos (Ischia, 1502 - 31 de març de 1546) fou un militar i Condottiero del Regne de Nàpols, d'origen espanyol, al servei de l'Emperador Carles V. Va ser marquès de Pescara i del Vasto.
El 1523 es va casar amb Maria d'Aragó, filla de Ferran d'Aragó i Guardato, duc de Montalto, i de Castellana Folch de Cardona. El 1529 va ser nomenat senyor d'Ischia i Procida, després que la família Cossa prengués partit per la causa francesa. Entre 1538 i 1546 va ser Governador del Milanesat.
Nebot de Fernando de Ávalos, Alfons va succeir al seu oncle en el comandament de les tropes de l'Emperador Carles V. El 1532 combatre a Àustria contra les tropes de Solimà el Magnífic i va participar en les diferents expedicions de Carles V, com la jornada de Tunis i la batalla de Pavia. Va comandar l'exèrcit imperial a la Guerra d'Itàlia de 1542–46, en la qual el 1543 va reeixir aixecar el setge de Niça de Khair ed-Din Barba-rossa i Francesc de Borbó, però a la batalla de Ceresole de 1544, va ser derrotat per les tropes franceses a les ordres del mateix Francesc de Borbó.